# Desmidiospora myrmecophila
Desmidiospora myrmecophila är en svampart som beskrevs av Thaxt. 1891. Desmidiospora myrmecophila ingår i släktet Desmidiospora, divisionen sporsäcksvampar och riket svampar.   Inga underarter finns listade i Catalogue of Life.